# 위도항
위도항(蝟島港)은 전북특별자치도 부안군 위도면 진리, 위도 섬에 있는 어항이다. 1971년 12월 21일 국가어항으로 지정되었으며, 관리청은 해양수산부 서해어업관리단, 시설관리자는 부안군수이다.

## 연혁
- 위도항은 기상 악화시 조업하는 어선들의 피난항으로 이용되며 육지와 연결되는 교통의 중심지 항으로 1980년 기본조사를 실시하고 1989년 기본조사를 실시하고 1989년 방파제, 물양장, 방사제를 완공했으며, 1996년 기본시설을 완공했다.[1]

## 어항구역
본 항의 어항구역은 다음과 같다.
- 수역[2]
  - 방파제 기부 북측 돌출부에서 정서로 500m 점(해상), 이점에서 정남으로 740m 점(해상), 이점에서 정동으로 육지부와 연결한 선을 따라 형성된 공유수면
- 육역[3]
  - 전라북도 부안군 위도면 진리 1-124 외 14필지 (상세내역은 생략)

## 같이 보기
- 위도 (부안군)
- 격포항